# ヴェロニカ・マーズ
『ヴェロニカ・マーズ』（Veronica Mars）は、UPNとThe CWで2004年から2007年まで放送された青春ミステリーテレビドラマ（海外ドラマ）シリーズ。2004年の3月に撮影開始、同年9月に初回が放送され、のべ249万人が視聴した。
日本ではシーズン1がAXNで2008年6月より放送され、2010年9月で放送が終了となった。
現代社会に関する話が多くアメリカでは10代 - 30代を中心に視聴者を獲得し評論家からも賞賛された。
2014年にはKickstarterでのクラウドファンティングで映画の製作費を集めるキャンペーンが行われ、多くのファンの手によって11時間足らずで目標の200万ドルを達成、同年3月14日に映画が公開された（ヴェロニカ・マーズ ［ザ・ムービー］）。
2019年7月19日には8話編成の第４シーズンがHuluで公開された。

## ストーリー
舞台はカリフォルニア州の架空の街ネプチューン。保安官の娘ヴェロニカ・マーズはごく普通の高校生。しかし、ある日元カレのダンカン・ケインの姉で親友のリリーが何者かに殺害され、ヴェロニカの人生は一変する。
ヴェロニカの父親キース・マーズは、リリーの父親である億万長者のジェイク・ケインを疑うが、事件に関わりがあることを証明できなかったため、保安官の職を追われてしまう。さらに、ヴェロニカの母親であるリアンも街の人々に後ろ指を差されることに耐えきれず、アルコール依存症となり家を出て行ってしまう。ヴェロニカは父親の味方をしたことで友達を失い、高校内で孤立する。
保安官を辞職し街のはみ出し者となった父親のキースは私立探偵事務所を開く。ヴェロニカは父親の手伝いをしながら、クラスメートの頼みで自分自身も女子高生探偵として働くようになる。
リリーの事件に納得がいかないヴェロニカは、父親に内緒でリリーの事件を独自に調査し、事件に隠された大きな秘密を発見していく。

## キャスト

### マーズ家
ヴェロニカ・マーズ
演 - クリスティン・ベル、声 - 弓場沙織
ネプチューン高校に通う女子高生。リリー殺害事件までは普通の高校生だったものの、事件後に父親がケイン一家を犯人扱いしたため、学校内で孤立し、いじめられていた。本人曰く「毅然とし復讐する」ことをモットーとして生きている。その一方、学内では成績優秀で奨学金の候補に入ったこともある。
マーズ探偵事務所の調査の手伝いや事務仕事をしつつ、親の情報を生徒に渡したり犬の捜索の手伝いをしたりするなど独自に探偵のような仕事をしている。
ダンカン・ケインとは校内でも有名なカップルだったが、リリーの殺害直前に突然フラれる。
通学、調査には愛車の93〜95年型のレバロン・コンバーチブルを使用している。愛用のカメラはニコンのD70。
キース・マーズ
演 - エンリコ・コラントーニ、声 - 星野充昭
ヴェロニカの父親。保安官だったが、リリー殺害事件でケイン一家を犯人扱いしたため、保安官事務所を追われ、私立探偵事務所を開く。探偵としては非常に有能。ヴェロニカを守るためなら何でもする。
リアン・マーズ
演 - コリンヌ・ボーラー
ヴェロニカの母親。キースが保安官職を追われ、町で孤立するとアルコール依存症になり失踪した。

### フェンネル家
ウォレス・フェンネル
演 - パーシー・ダッグス、声 - 阪口周平
ヴェロニカの親友。転校早々バイカーに虐められていたところをヴェロニカに助けられたことがきっかけで仲良くなる。ヴェロニカの捜査の助手で、バスケットボールチームのスター選手。
シーズン2では父親が現れ一騒動起きてしまう。
アリシア・フェンネル
演 - エリカ・ギンペル、声 - 小日向みわ
ウォレスの母親でアパートの大家。以前シカゴ市警の警官と結婚していたが、今は別れシングルマザー。
ネイサン・ウッズ（シーズン2）
演 - クレス・ウィリアムズ
アリシアのことを探る怪しい人物と思われていたが・・・？

### ケイン家
セレステ・ケイン
演 - リサ・ソーンヒル、声 - 若原美紀
ダンカンの母親でジェイクの妻だが、夫の浮気を疑っていた。
ダンカンと付き合う女を嫌っており、特にヴェロニカが嫌い。
ジェイク・ケイン
演 - カイル・セコー
ストリーミング技術を開発したケイン・ソフトウェアの社長で億万長者。
セレステとは違いヴェロニカのことはあまり嫌っていない。
ダンカンには将来大統領になってもらいたいと考えていて、生徒会長になったことを喜んでいた。
リリー・ケイン
演 - アマンダ・サイフリッド、声 - 武田華
ケイン家の長女でヴェロニカの親友だった。何者かに殺害されてしまう。年下のローガンやウィーヴィルらと付き合っていた。
ダンカン・ケイン（シーズン1〜2）
演 - テディ・ダン、声 - 桑原敬一
ケイン家の長男。リリーの弟でヴェロニカの元彼。ネプチューン高校の生徒会長に立候補させられてしまい、生徒会長になった。
ケインソフトウェアの社長の息子として裕福な生活を送っている。

### エコールス家
ローガン・エコールス
演 - ジェイソン・ドーリング、声 - 中川慶一
ヴェロニカいわく、"どの学校にもいる最低なやつ"。以前はリリーの彼氏でヴェロニカの友人でもあったが、リリー事件の後、ヴェロニカを目の敵にするようになる。父親のアーロンは人気俳優だが、その父親から虐待を受けている。シーズン1の途中で母親を亡くし、ヴェロニカに母親の死因を調べるように依頼するが、その過程でヴェロニカに恋をする。
シーズン2で殺人事件に巻き込まれ、犯人にされてしまう。
リン・エコールス（シーズン1）
演 - リサ・リナ、声 - 加納千秋
ローガンの母親。アーロンの浮気と傲慢な態度に耐ている。
アーロン・エコールス（シーズン1〜2）
演 - ハリー・ハムリン、声 - 乃村健次
「果てなき道」など多数のヒット映画に出演している名俳優でネプチューン有数のセレブ。
トリーナ・エコールス
演 - アリソン・ハニガン、声 - たなか久美
ローガンの姉で女優志望。養女なのでローガンとは血の繋がりはない。

### カサブランカス家
リチャード・カサブランカス
演 - デヴィッド・スターズィック(David Starzyk)
カサブランカス不動産の社長。だが実際は不動産詐欺をしていた。
ケンドール・カサブランカス（シーズン2）
演 - カリスマ・カーペンター、声 - たなか久美
リチャードの妻。ローガンと関係を持っていた。
ディック・カサブランカス
演 - ライアン・ハンセン、声 - 千々和竜策
パーティーと女が大好き。ローガンとダンカンの親友。
ビーバー (キャシディ・カサブランカス)（シーズン1〜2）
演 - カイル・ガルナー(Kyle Gallner)、声 - 深津智義
ディックの弟。ディックやローガンとよくつるんでいるが、ディックに虐められている。

### 高校関係者
イーライ・“ウィーヴィル”・ナヴァーロ
演 - フランシス・キャプラ、声 - 近藤隆
ヒスパニックで経済的に恵まれない家庭で育つ。祖母はエコールズ家のメイドだった。
バイクの暴走族"PCHers"のリーダー。祖母にかけられた疑いをヴェロニカが晴らしたことで彼女と友達になる。根は真面目で優しく、ヴェロニカをことあるごとに助けてくれる。
シーズン3では、前科のせいで就職出来ずにいたが、ヴェロニカのお陰でハースト大の学部長の下で働くようになる。
マロリー・デント（シーズン1）
演 - シドニー・ターミア・ポワチエ
ネプチューン高校の新任教師でジャーナリズムの先生。ヴェロニカに親身になってくれる。
ヴァン・クレモンス副校長
演 - デュアン・ダニエルズ（Duane Daniels）
ネプチューン高校の副校長。ヴェロニカをトラブルメーカーとして煙たがっているが、秘密裏に調査を頼んだこともある。息子もネプチューン高校に通っている。
トロイ・ヴァンデグラフ（シーズン1、2）
演 - アーロン・アシュモア
ダンカンの友人で転校生。ヴェロニカと付き合うようになる。のちのシーズン2でレイプの疑いをかけられたところをヴェロニカに頼る。
マック (シンディ・マッケンジー)（シーズン1〜映画）
演 - ティナ・マジョリーノ、声 - 東條加那子
PCオタク。ヴェロニカの調査を手伝う。
あだ名のマックはMacからではなく名字のマッケンジーから。シーズン1で生まれたときに病院で取り違えられていたことが発覚する。
メグ・マニング（シーズン1〜2）
演 - アロナ・タル
ヴェロニカの友達で優等生。ヴェロニカが虐められていた時も唯一ヴェロニカの友人だった。のちにダンカンと付き合うようになる。
ジア・グッドマン（シーズン２）
演 - クリステン・リッター、声 - 青木紀子
ウッディ市長の娘で、ネプチューン高校に転校してきた。ディックのことが気になっている。
ジャッキー・クック（シーズン2）
演 - テッサ・トンプソン、声 - 橘凜
シーズン2で転校生としてネプチューン高校に来た。父親は有名な野球選手。ウォレスは彼女に好意を抱いていた。
ハナ・グリフィス（シーズン2）
演 - ジェシー・シュラム、声 - 足立友
整形外科医トム・グリフィスの娘。ローガンにカーニバルでナンパされた。
マディソン・シンクレア
演 - アマンダ・ノレ
チアリーダーでいじめっ子。ヴェロニカを目の敵にしている。リリー殺害後のパーティーでヴェロニカの飲み物に薬を入れ、ヴェロニカがレイプされるきっかけを作った。ディックや保安官のラムと付き合っていたことも。

### 大学関係者
ピズ（ピツナスキ）（シーズン3〜）
演 - クリス・ローウェル、声 - 平川大輔
ヴェロニカやウォレス、マックの同級生でウォレスのルームメイト。大学ラジオのDJをしている。入学早々に家具類を盗まれてしまいヴェロニカに調査を依頼する。後にヴェロニカと付き合うようになる。
パーカー・リー（シーズン3）
演 - ジュリー・ゴンザロ、声 - うえだ星子
マックのルームメイト。連続レイプ事件の被害者になってしまう。のちにローガンと付き合うようになる。
マーサー・ヘイズ（シーズン3）
演 - ライアン・デヴリン、声 - 遠藤大智
ハースト大の2年生。大学内でDJをする一方で、違法なカジノを開いている。ローガンやディックと仲が良い。
モー・フラッター（シーズン3）
演 - アンドリュー・マックレイン
大学の寮長であり、キャンパスタクシーの運転手でもある。
サイラス・オデル（シーズン3）
演 - エド・ベグリー・ジュニア
ハースト大学の学生部長。学生受けは良くないが、ヴェロニカやウィーヴィルには何かと優しい。
ヴェロニカが書いた連続レイプ事件がきっかけで知り合い、若い妻の浮気を疑いキースに調査を依頼する。妻はランドリー教授と浮気していた。
ミンディ・オデル（シーズン3）
演 - ジェイミー・レイ・ニューマン、声 - 加納千秋
オデルの再婚相手。前の夫との間に子供がいる。
ハンク・ランドリー（シーズン3）
演 - パトリック・ファビアン
ハースト大学の犯罪学の教授。「ローリー・フィンチ」という名でオデルの妻と関係を持っていた。
ティム・フォイル（シーズン3）
演 - ジェームズ・ジョーダン
ランドリー教授の助手。一方、シーズン2では終盤にジアをストーカーする用務員のラッキー役を演じた。
ニッシュ・スウィーニー（シーズン3）
演 - チャスティティ・ドットソン
新聞部の編集長でヴェロニカをクラブへ潜入させる。
ブロンソン・ポープ（シーズン3）
演 - マイケル・ミッチェル
動物愛護団体PHATのハースト大支部長。マックと気が合いデート。
マックス（シーズン3）
演 - アダム・ローズ
ハースト大の上級生で試験の問題の解答をウォレスに売った。それがきっかけでヴェロニカやマックと知り合い、マックと付き合うようになる。

### その他の人物
ラム保安官(ドン・ラム)（シーズン1〜3）
演 - マイケル・ムーニー
キースの後任として保安官に選ばれるが、なにかと厄介な人物。金持ちの味方をし、事件をきちんと捜査しない。
レオ (レオナルド・ダマート)
演 - マックス・グリーンフィールド
ネプチューンの副保安官。ヴェロニカに利用されたこともあったが、一時期彼女と付き合っていた。
ウッディ・グッドマン（シーズン2）
演 - スティーヴ・グッテンバーグ
ネプチューンの市長選に立候補し当選した。キースを保安官に推薦した。「シャークス」という野球チームを持っている。
ヴィニー・ヴァンロウ
演 - ケン・マリーノ
ネプチューンの私立探偵。マーズ探偵事務所のライバルだが、敵意を持っているわけではなく、ダンカンの逃亡の手助けをしたりと頼りになる一面も。
クリフ・マコーマック
演 - ダラン・ノリス、声 - 千々和竜策
ネプチューンに住む公選弁護人でキースの友人。エイブル・クーンツとヴェロニカの面会を手配するなどヴェロニカを助けてくれる。
クラレンス・ウィードマン
演 - クリストファー・B・ダンカン、声 - 前野智昭
ケインソフトウェアの警備主任。のちにヴェロニカと共に調査をするなど協力的。
リアム・フィッツパトリック
演 - ロドニー・ローランド
アイルランド系の血を引く一族で、ドラッグを売るなどネプチューンの裏家業を仕切っており、度々、ヴェロニカを狙っていた。
兄のコーマックはケンドールらと詐欺行為を働き、服役していた。
エイブル・クーンツ（シーズン1~2）
演 - クリスチャン・クレメンソン
リリー殺害事件の犯人として自首した男。のちにマーズ探偵事務所に現れ、娘を捜してほしいと調査の依頼をする。

### ゲスト出演
- パリス・ヒルトン（シーズン1、ローガンの彼女）
- ジェシカ・チャステイン（シーズン1、ヴェロニカの隣人）
- ジェーン・リンチ（シーズン1、ネプチューン高校の教師）
- アーロン・ポール（シーズン1、事件の容疑者）
- レイトン・ミースター（シーズン1、ヴェロニカの同級生）
- アダム・スコット（シーズン1、ヴェロニカの歴史の先生）
- マイケル・セラ（シーズン2、ハースト大のガイド）
- ルーカス・グラビール（シーズン2、ヴェロニカのゲイの同級生）
- ルーシー・ローレス（シーズン2、FBI捜査官）
- アーミー・ハマー（シーズン3、ハースト大のアメフト選手）
- ポール・ラッド（シーズン3、落ち目のロックスター）
- ディアナ・アグロン（シーズン3、ハースト大の生徒）

## エピソード一覧

### シーズン一覧
| シーズン | シーズン | エピソード | 米国での放送日                | 米国での放送日                |
| シーズン | シーズン | エピソード | 初回                          | 最終回                        |
| -------- | -------- | ---------- | ----------------------------- | ----------------------------- |
|          | 1        | 22         | 2004年9月22日                 | 2005年5月10日                 |
|          | 2        | 22         | 2005年9月28日                 | 2006年5月9日                  |
|          | 3        | 20         | 2006年10月3日                 | 2007年5月22日                 |
| トータル | トータル | 64         | 2004年9月22日 – 2007年5月22日 | 2004年9月22日 – 2007年5月22日 |

### シーズン1 （2004年 - 2005年）
- 失踪した母親の捜索、レイプ犯の追跡、リリー殺害事件の犯人の追跡をこなしつつ、大学の学費を稼ぐために探偵業をする。やがて家族を見捨てただけだと思っていた母親の失踪にはケイン家が関わっていることがわかり、リリー殺害犯への手がかりをつかみ始める。

| 通算 | 話数 | タイトル                 | 原題                         | 監督               | 米国放送日     | 視聴者数 (万人) |
| ---- | ---- | ------------------------ | ---------------------------- | ------------------ | -------------- | --------------- |
| 1    | 1    | 高校生探偵ヴェロニカ     | Pilot                        | Mark Piznarski     | 2004年9月22日  | 249             |
| 2    | 2    | クレジットカード詐欺事件 | Credit Where Credit's Due    | Mark Piznarski     | 2004年9月28日  | 221             |
| 3    | 3    | ジョン・スミスを捜して   | Meet John Smith              | Harry Winer        | 2004年10月12日 | 271             |
| 4    | 4    | 詐欺師をやっつけろ!      | The Wrath of Con             | Michael Fields     | 2004年10月19日 | 312             |
| 5    | 5    | 追跡! 消えた車           | You Think You Know Somebody  | Nick Gomez         | 2004年10月26日 | 273             |
| 6    | 6    | ハイスクール選挙騒動     | Return of the Kane           | Sarah Pia Anderson | 2004年11月2日  | 286             |
| 7    | 7    | サラの日記               | The Girl Next Door           | Nick Marck         | 2004年11月9日  | 274             |
| 8    | 8    | ピュアテストで大混乱     | Like a Virgin                | Guy Bee            | 2004年11月23日 | 276             |
| 9    | 9    | 彼の居場所               | Drinking the Kool-Aid        | Marcos Siega       | 2004年11月30日 | 240             |
| 10   | 10   | キースの復活             | An Echolls Family Christmas  | Nick Marck         | 2004年12月14日 | 190             |
| 11   | 11   | 消えた5000ドル           | Silence of the Lamb          | John Kretchmer     | 2005年1月4日   | 284             |
| 12   | 12   | トリトンズを追え         | Clash of the Tritons         | David Barrett      | 2005年1月11日  | 291             |
| 13   | 13   | 誘拐事件と苦い過去       | Lord of the Bling            | Steve Gomer        | 2005年2月8日   | 297             |
| 14   | 14   | マーズ VS. マーズ        | Mars vs. Mars                | Marcos Siega       | 2005年2月15日  | 270             |
| 15   | 15   | 運命の男                 | Ruskie Business              | Guy Bee            | 2005年2月22日  | 234             |
| 16   | 16   | マスコット救出大作戦     | Betty and Veronica           | Michael Fields     | 2005年3月29日  | 233             |
| 17   | 17   | 奨学金獲得レース         | Kanes and Abel's             | Nick Marck         | 2005年4月5日   | 278             |
| 18   | 18   | 学園爆破予告             | Weapons of Class Destruction | John Kretchmer     | 2005年4月12日  | 230             |
| 19   | 19   | 犬泥棒を退治せよ!        | Hot Dogs                     | Nick Marck         | 2005年4月19日  | 248             |
| 20   | 20   | 最後の切り札             | M.A.D.                       | John Kretchmer     | 2005年4月26日  | 304             |
| 21   | 21   | 明かされた真相           | A Trip to the Dentist        | Marcos Siega       | 2005年5月3日   | 285             |
| 22   | 22   | 秘密の隠し場所           | Leave It to Beaver           | Michael Fields     | 2005年5月10日  | 299             |

### シーズン2 （2005年 - 2006年）
- リリー殺害犯が捕まったことで、一度は探偵業をやめようと決心したものの親友のピンチから再び探偵業を行うことになってしまう。そんな中、学校のスクールバスが崖から転落し、これが事故ではなく事件であることが判明。後にフィッツパトリック家と関わることになってしまい命まで狙われてしまう。だがついにレイプ犯を突き止めることが出来る。

| 通算 | 話数 | タイトル                 | 原題                                   | 監督                   | 米国放送日     | 視聴者数 (万人) |
| ---- | ---- | ------------------------ | -------------------------------------- | ---------------------- | -------------- | --------------- |
| 23   | 1    | "普通"の始まり?          | Normal Is the Watchword                | John Kretchmer         | 2005年9月28日  | 329             |
| 24   | 2    | ドライバーの秘密         | Driver Ed                              | Nick Marck             | 2005年10月5日  | 273             |
| 25   | 3    | 不義と詐欺               | Cheatty Cheatty Bang Bang              | John Kretchmer         | 2005年10月12日 | 303             |
| 26   | 4    | 恋人の素顔               | Green-Eyed Monster                     | Jason Bloom            | 2005年10月19日 | 305             |
| 27   | 5    | 招かざる過去             | Blast from the Past                    | Harry Winer            | 2005年10月26日 | 358             |
| 28   | 6    | 最期の望み               | Rat Saw God                            | Kevin Bray             | 2005年11月9日  | 307             |
| 29   | 7    | 反省ノート               | Nobody Puts Baby in a Corner           | Nick Marck             | 2005年11月16日 | 294             |
| 30   | 8    | 海賊放送                 | Ahoy, Mateys!                          | Steve Gomer            | 2005年11月23日 | 250             |
| 31   | 9    | ママの足跡               | My Mother, the Fiend                   | Nick Marck             | 2005年11月30日 | 282             |
| 32   | 10   | 陪審員ヴェロニカ         | One Angry Veronica                     | John Kretchmer         | 2005年12月7日  | 342             |
| 33   | 11   | 別れの時                 | Donut Run                              | ロブ・トーマス         | 2006年1月25日  | 162             |
| 34   | 12   | ひき逃げ事件を暴け       | Rashard and Wallace Go to White Castle | John Kretchmer         | 2006年2月1日   | 212             |
| 35   | 13   | ウインター・カーニバル   | Ain't No Magic Mountain High Enough    | Guy Bee                | 2006年2月8日   | 205             |
| 36   | 14   | ピザ・ボーイ強盗事件     | Versatile Toppings                     | Sarah Pia Anderson     | 2006年3月15日  | 273             |
| 37   | 15   | 花嫁の行方               | The Quick and the Wed                  | リック・ローゼンタール | 2006年3月22日  | 234             |
| 38   | 16   | キャンパス見学ツアー     | The Rapes of Graff                     | Michael Fields         | 2006年3月29日  | 215             |
| 39   | 17   | バイカーの裁き           | Plan B                                 | John Kretchmer         | 2006年4月5日   | 285             |
| 40   | 18   | 死者のメッセージ         | I Am God                               | Martha Mitchell        | 2006年4月11日  | 176             |
| 41   | 19   | 継母にご用心             | Nevermind the Buttocks                 | Jason Bloom            | 2006年4月18日  | 191             |
| 42   | 20   | ストーカーは誰だ!        | Look Who's Stalking                    | Michael Fields         | 2006年4月25日  | 185             |
| 43   | 21   | アーロン・エコールス裁判 | Happy Go Lucky                         | Steve Gomer            | 2006年5月2日   | 209             |
| 44   | 22   | 卒業式の夜               | Not Pictured                           | John Kretchmer         | 2006年5月9日   | 242             |

### シーズン3 （2006年 - 2007年）
- 東海岸の名門大に行くことをやめ、ハースト大学に進んだヴェロニカ。高校在学中に遭遇した大学の連続レイプ犯と対決することに。さらに大学の学長殺害事件まで起きてしまう。

| 通算 | 話数 | タイトル                  | 原題                                   | 監督           | 米国放送日     | 視聴者数 (万人) |
| ---- | ---- | ------------------------- | -------------------------------------- | -------------- | -------------- | --------------- |
| 45   | 1    | 女子大生探偵ヴェロニカ    | Welcome Wagon                          | John Kretchmer | 2006年10月3日  | 336             |
| 46   | 2    | 社交クラブ初体験          | My Big Fat Greek Rush Week             | John Kretchmer | 2006年10月10日 | 296             |
| 47   | 3    | 一時の気の迷い            | Wichita Linebacker                     | Harry Winer    | 2006年10月17日 | 312             |
| 48   | 4    | 家族のきずな              | Charlie Don't Surf                     | Jason Bloom    | 2006年10月24日 | 333             |
| 49   | 5    | リリーのネックレス        | President Evil                         | Nick Marck     | 2006年10月31日 | 270             |
| 50   | 6    | 謎のローリー・フィンチ    | Hi, Infidelity                         | Michael Fields | 2006年11月7日  | 275             |
| 51   | 7    | ガッカリな男たち          | Of Vice and Men                        | Harry Winer    | 2006年11月14日 | 269             |
| 52   | 8    | 大富豪失踪事件            | Lord of the Pi's                       | Steve Gomer    | 2006年11月21日 | 257             |
| 53   | 9    | レイプ犯との対決          | Spit & Eggs                            | ロブ・トーマス | 2006年11月28日 | 344             |
| 54   | 10   | 研究対象25番              | Show Me the Monkey                     | Nick Marck     | 2007年1月23日  | 323             |
| 55   | 11   | 幻の恋人                  | Poughkeepsie, Tramps and Thieves       | John Kretchmer | 2007年1月30日  | 269             |
| 56   | 12   | 奪われた新しい命          | There's Got to Be a Morning After Pill | Tricia Brock   | 2007年2月6日   | 240             |
| 57   | 13   | コーチ殺しの容疑者        | Postgame Mortem                        | John Kretchmer | 2007年2月13日  | 237             |
| 58   | 14   | コーチのメッセージ        | Mars, Bars                             | Harry Winer    | 2007年2月20日  | 227             |
| 59   | 15   | 教授と助手                | Papa's Cabin                           | Michael Fields | 2007年2月27日  | 266             |
| 60   | 16   | 狙われたレストラン        | Un-American Graffiti                   | John Kretchmer | 2007年5月1日   | 235             |
| 61   | 17   | お騒がせロックスター      | Debasement Tapes                       | Dan Etheridge  | 2007年5月8日   | 185             |
| 62   | 18   | 悲運の戦士                | I Know What You'll Do Next Summer      | Nick Marck     | 2007年5月15日  | 210             |
| 63   | 19   | キャンパス偽造ID事件      | Weevils Wobble But They Don't Go Down  | Jason Bloom    | 2007年5月22日  | 178             |
| 64   | 20   | ヴェロニカ フォーエヴァー | The Bitch Is Back                      | Michael Fields | 215            |                 |

## 映画化
2014年に映画が公開された。